# Cènabum
Cènabum o Gènabum (en llatí Cenabum o Genabum, en grec antic Κἡναβον) era una ciutat del poble celta dels carnuts. Claudi Ptolemeu els situa a la regió del Sena. Estrabó diu que vivien prop del Liger (Loira)
Dels carnuts es coneixen dues ciutats: Autricum (Chartres) i Cènabum (Orleans), que és anomenat l'empori dels carnuts. Una ruta l'unia a Nevirnum (Nevers) a l'est del Loira, i seguia fins a Lutècia. Així ho expliquen tany l'Itinerari d'Antoní com la Taula de Peutinger. Juli Cèsar diu que va ser el lloc on va començar la gran insurrecció de l'any 52 aC, i parla d'un pont al Loira, que va usar per arribar a Cènabum. Cèsar va ocupar la ciutat i la va incendiar, i després va assetjar Avàricum; a l'hivern Cèsar va acampar les seves tropes a les ruïnes de la ciutat.
Durant l'Imperi va agafar el nom d'Aureliani (Civitas Aurelianorum) del que en va derivar Orleans. Al segle vi encara un suburbi de la ciutat es deia Gènabus i després Génabie. Queden unes petites restes de muralles segurament del temps de l'emperador Lluci Domici Aurelià.